# Paulina Rubio Fernández
Paulina Rubio Fernández (15 de enero de 1983) es una política mexicana, miembro del Partido Acción Nacional (PAN). Es diputada federal para el periodo de 2021 a 2024.

## Biografía
Es licenciada en Ciencias de la Comunicación egresada del Instituto Tecnológico y de Estudios Superiores de Occidente (ITESO) y maestra en Derecho Constitucional y Amparo con énfasis en Derecho Parlamentario por la Universidad de Guadalajara. Cuenta con diplomados en Formación Integral para Gobierno y Gestión Pública, y en Gestión Estratégica para Ejecutivos Gubernamentales por la Universidad Marista de Guadalajara; en Gestión Pública por la Universidad Autónoma de Guadalajara; y, en Protocolo y Relaciones Públicas por el ITESO.
De 2007 a 2008 fue directora de Información, y en 2009 directora general de Comunicación Social del ayuntamiento de San Pedro Tlaquepaque en la administración del presidente municipal José Hernán Cortés Berumen. De 2013 a 2015 fue secretaria técnica de la comisión de Puntos Constitucionales, Estudios Legislativos y Reglamentos de la LX Legislatura del Congreso del Estado de Jalisco y de 2015 a 2018 ocupó el mismo cargo de secretaria técnica pero en la LXIII Legislatura federal.
En 2018 fue candidata a diputada federal por el principio de representación proporcional, pero no logró ser elegida y en 2020 fue titular de la Secretaria de Promoción Política de la Mujer del comité estatal del PAN en Jalisco. En 2021 fue nuevamente candidata por representación proporcional y en esta ocasión si fue elegida para la LXV Legislatura de dicho año al de 2024; en ella es secretaria de las comisiones de Justicia; y, de Puntos Constitucionales; e integrante de las comisiones de Gobernación y Población; y, de Régimen, Reglamentos y Prácticas Parlamentarias.